# Brömsehus

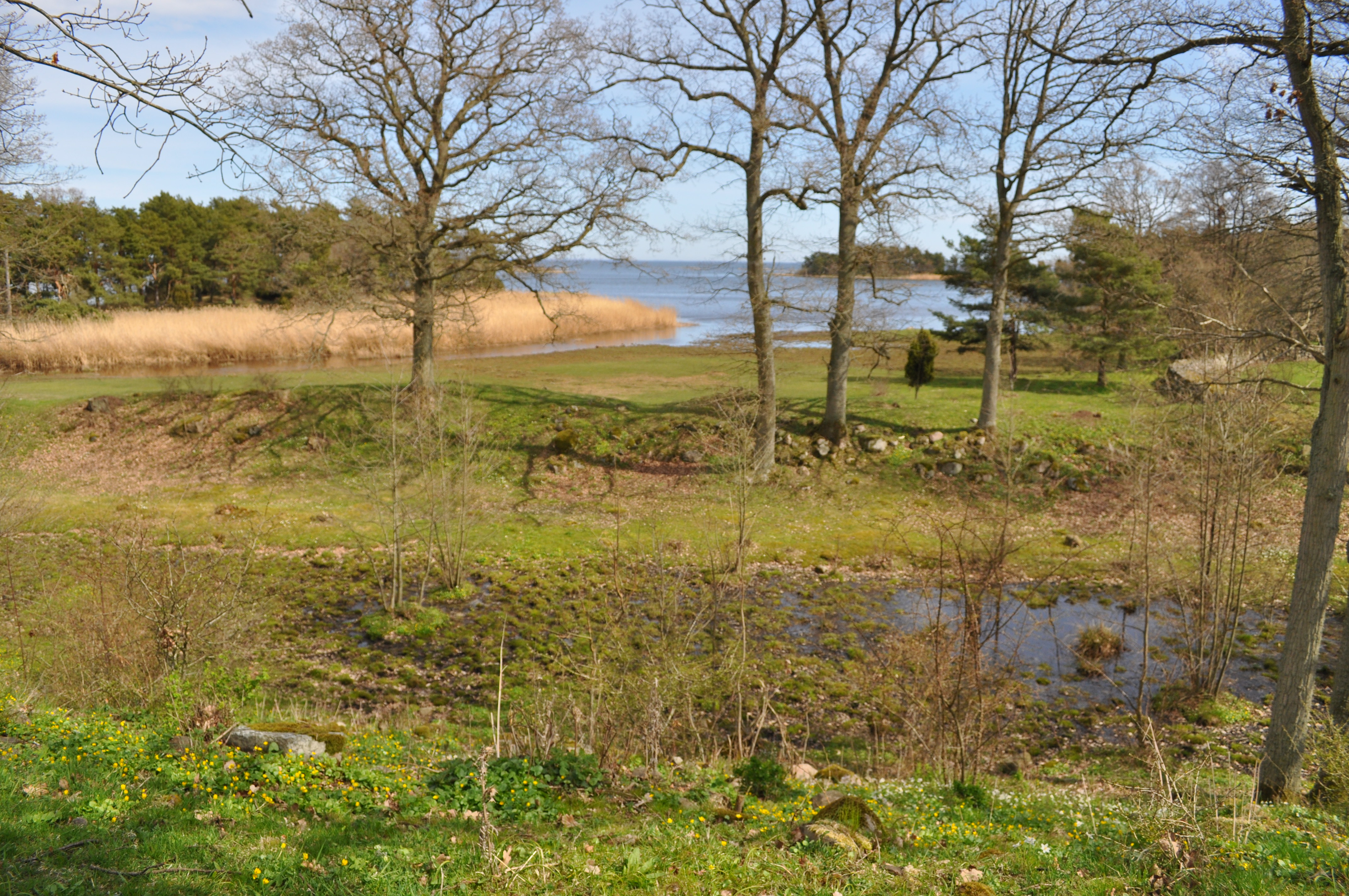
Brömsehus, vy mot Kalmar sund över vallgraven från kullen för befästningen

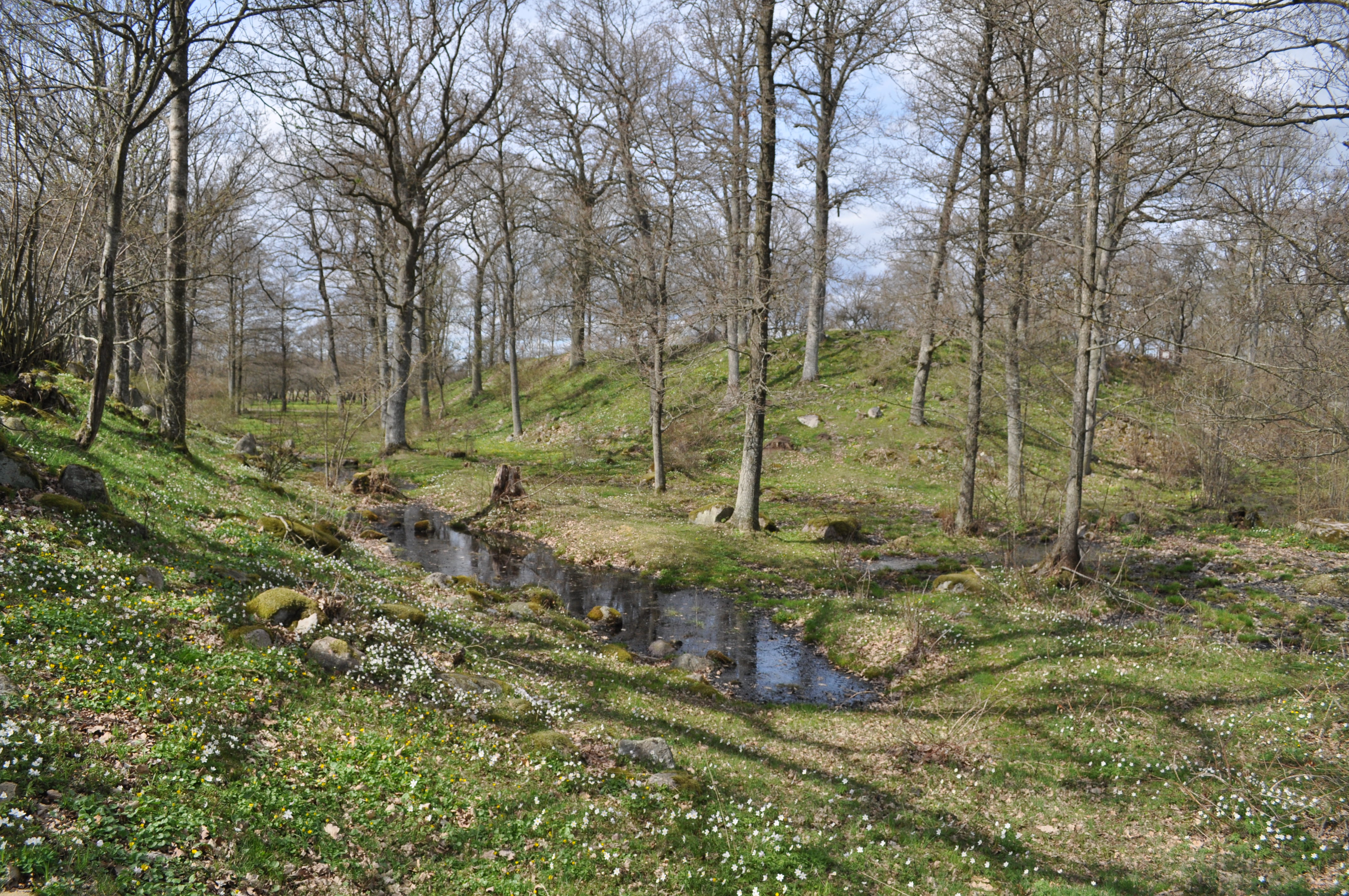
Vy från vallgraven mot kullen för befästningen

Brömsehus var en försvarsborg vid den dansk-svenska gränsån Brömsebäck. Den ligger i Kristianopels socken i nuvarande Karlskrona kommun i Blekinge.
Fästningen var högre belägen än terrängen i övrigt och omgärdad av pålverk och vallgrav. Det har inte gjorts några arkeologiska utgrävningar på platsen som idag utgörs av en ruinkulle.
Brömsehus byggdes troligen av den danske kungen Valdemar Atterdag under 1361-1365 och omtalas första gången i ett fredsfördrag mellan honom och hertigarna av Mecklenburg 1366. Brömsehus var en viktig fästning för danskarna som härifrån haft uppsikt mot Kalmar sund och dess sjötrafik. Brömsehus erövrades och brändes under Engelbrektsfejden 1436 av svenskarna med Nils Stensson (Natt och Dag) som härförare.  
Sten Kristiernsson (Oxenstierna) lät 1505 befästa holmen som svensk gränsbefästning, men den torde ha övergetts kort därefter.
Vid mitten av 1700-talet fanns ännu rester av en 30 gånger 30 alnar stor byggnad. Under 1800-talet fanns en igenrasad källare med synliga trappsteg kvar, men av den syns numera inte längre någonting.